# بابك (والد أردشير)
بابك (بالفارسية الوسطى: 𐭯𐭠𐭯𐭪𐭩؛ بالفارسية الجديدة: بابک)، وهو أمير إيراني حكم مدينة إصطخر عاصمة بارس، من 205 أو 206 حتى وفاته في وقت ما بين 207 - 210. كان أب، أو زوج أم، أو جد، أو والد زوجة أردشير الأول مؤسس الإمبراطورية الساسانية. وخلفه ابنه الأكبر سابور.

## خلفية ووضع بارس
بارس (المعروف أيضًا باسم فارس)، هي منطقة في الهضبة الإيرانية الجنوبية الغربية، وكانت موطنًا للفرع الجنوب غربي من الشعب الإيراني، الفرس. كما أنها كانت مسقط رأس أول إمبراطورية إيرانية، الأخمينيون. وكانت المنطقة بمثابة مركزا للإمبراطورية حتى تم غزوها من قبل الملك المقدوني الإسكندر الأكبر (فتره الحكم 336 - 323 قبل الميلاد). منذ نهاية القرن الثالث أو بداية القرن الثاني في الحقبة قبل العامة، حكمت بارس سلالات المحلية خاضعة للإمبراطورية السلوقية الهلنستية. حملت هذه السلالات اللقب الفارسي القديم فراتاراكا ("القائد، الحاكم، الرائد")، والتي شهدت أيضًا العصر الأخميني. في وقت لاحق وتحت حكم الفراتاراكا فادفراداد الثاني (ازدهرت. 138 قبل الميلاد)، كان بارس تابعة للإمبراطورية الفرثية الإيرانية (الأرشكية). تم استبدال الفراتاراكا بعد ذلك بوقت قصير من قبل ملوك بارس، وعلى الأرجح عندما انضم الملك الأرشكي فراتيس الثاني (فتره الحكم 132-127 قبل الميلاد). وعلى عكس الفراتاراكا فقد استخدم ملوك بارس لقب شاه ("الملك")، ووضع أسس لسلالة جديدة، ويمكن تسميتهم الداريانيين.